# Javier Valdez Cárdenas

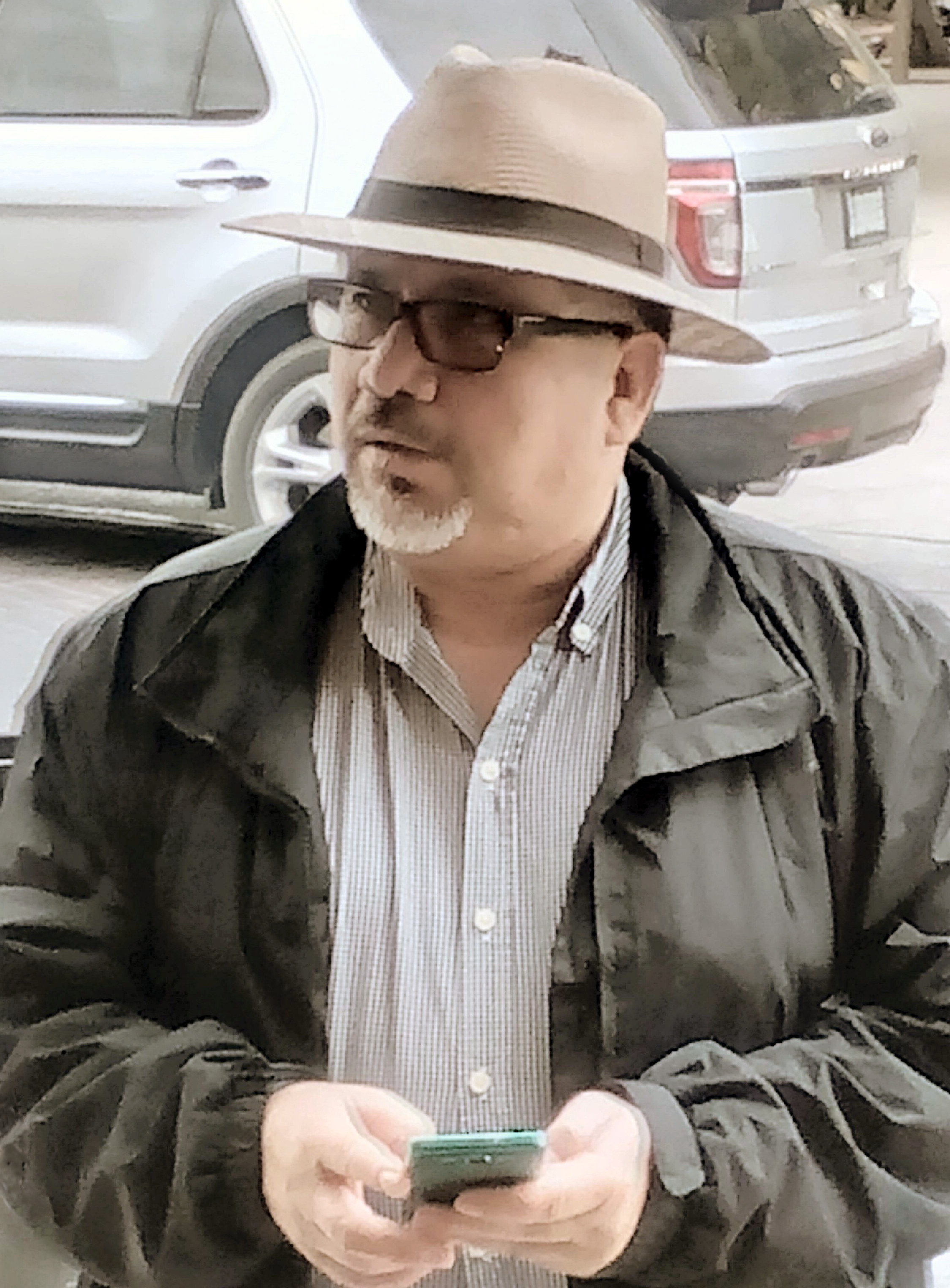
Javier Valdez Cárdenas

Javier Valdez Cárdenas (Culiacán, 14 april 1967 - Culiacán, 15 mei 2017) was een Mexicaans journalist. Hij werd bekend door zijn publicaties over de drugsoorlog in Mexico en werd in 2017 vermoord.

## Biografie
Cárdenas schreef voor het online magazine RioDoce.

## Eerbetoon
- 2011 - Internationale Persvrijheidsprijs
- 2011 - Maria Moors Cabot Prize